# VM i landevejscykling 2008
VM i landevejscykling 2008 fandt sted i Varese, Italien i perioden 23.-28. september 2008. Begivenheden omfattede landevejsløb og enkeltstartsløb for mænd, kvinder samt mænd under 23.
| Begivenhed:               | Guld:                          | Tid      | Sølv:                      | Tid    | Bronze:                    | Tid      |
| Mænd                      |                                |          |                            |        |                            |          |
| Landevejsløb detaljer     | Alessandro Ballan · Italien    | 6:37:17  | Damiano Cunego · Italien   | +5:00  | Matti Breschel · Danmark   | s.t.     |
| Enkeltstart detaljer      | Bert Grabsch · Tyskland        | 52:01,60 | Svein Tuft · Canada        | +42,79 | David Zabriskie · USA      | +52,27   |
| Mænd U23                  |                                |          |                            |        |                            |          |
| U23 landevejsløb detaljer | Fabio Andrés Duarte · Colombia | 4:17:02  | Simone Ponzi · Italien     | s.t.   | John Degenkolb · Tyskland  | s.t.     |
| U23 enkeltstart detaljer  | Adriano Malori · Italien       | 41:35,98 | Patrick Gretsch · Tyskland | +49,67 | Cameron Meyer · Australien | +1:04,36 |
| Kvinder                   |                                |          |                            |        |                            |          |
| Landevejsløb detaljer     | Nicole Cooke · Storbritannien  | 3:42:11  | Marianne Vos · Holland     | s.t.   | Judith Arndt · Tyskland    | s.t.     |
| Enkeltstart detaljer      | Amber Neben · USA              | 33:51,35 | Christiane Soeder · Østrig | +7,56  | Judith Arndt · Tyskland    | +21,77   |

## Mænd

### Enkeltstart
Varese, 46 km
25-09-2008
|    | Rytter           | Nationalitet   | Tid    |
| -- | ---------------- | -------------- | ------ |
| 1  | Bert Grabsch     | Tyskland       | 52:01  |
| 2  | Svein Tuft       | Canada         | + 0.42 |
| 3  | David Zabriskie  | USA            | + 0.52 |
| 4  | Levi Leipheimer  | USA            | +1.05  |
| 5  | Gustav Larsson   | Sverige        | +1.05  |
| 6  | Stijn Devolder   | Belgien        | +1.15  |
| 7  | Tony Martin      | Tyskland       | +1.16  |
| 8  | Janez Brajkovic  | Slovenien      | +1.25  |
| 9  | David Millar     | Storbritannien | +1.25  |
| 10 | Sylvain Chavanel | Frankrig       | +1.25  |

## Eksterne links
- Officielle hjemmeside